# Distrito de Moya
El distrito peruano de Moya es uno de los diecinueve distritos de la provincia de Huancavelica, ubicada en el departamento de Huancavelica, bajo la administración del Gobierno Regional de Huancavelica, en la zona de los andes centrales del Perú.  Limita por el norte con el Distrito de Laria; por el oeste con los distritos de Manta y Acobambilla; por el este con el Distrito de Pilchaca; y, por el sur con el de Distrito de Cuenca.
Desde el punto de vista jerárquico de la Iglesia católica, forma parte de la Diócesis de Huancavelica.

## Historia
En el lugar donde se encuentra la capital del distrito, en la época preinca se encontraba el pueblo nativo de Usccuña, que perteneció al “señorío Asto”, de la “etnia Anccara”, que formó parte de la “nación Chanca”. Moya desde  tiempos anteriores a los Incas fue el límite de la  nación Chanca con la nación Huanca. En el Virreinato, desde el inicio de la conquista española (1535), toda la etnia Anccara perteneció, como encomienda, primero al español don Hernando de Villalobos, compañero de Francisco Pizarro en la Conquista del Perú y, después de 1557, al encomendero don Amador de Cabrera, quien se casó con doña María de Villalobos de la Milla, hija  única y heredera de Hernando de Villalobos.
Según indicios logrados por investigaciones históricas, Moya fue fundado por el encomendero don Amador de Cabrera o su representante con el nombre de San Pedro y San Pablo de Moya, un 29 de junio, entre los años 1557 y 1563.

## Geografía
Moya, es un distrito primigenio de Huancavelica, está ubicado en la parte norte de la provincia y departamento de Huancavelica, es el límite territorial con la provincia de Huancayo, del departamento de Junín.
El distrito de  Moya tiene una superficie de 94,08 km²;  su altura fluctúa entre los 3.050 y los 4.000 m s. n. m., sus coordenadas geográficas son:   12º 23’ 30”  latitud Sur y 75° 9’ 15” longitud Oeste.

## Capital
Moya es una localidad peruana, en la provincia de Huancavelica, situada a 3 162 m de altitud, en la falda norte del cerro Huamanrazo (5 278 m). Los ríos Vilca y Moya recorren el término municipal antes de unirse al Mantaro. Coordenadas Longitud oeste: 75° 02' 12(O) Latitud sur: 12° 35' 27(S). Ubigeo: 090112

## Economía
La ganadería es la actividad que permite a los pobladores cubrir los gastos de la familia. esta actividad se realiza de manera tradicional. Las especies de cría más importantes son los ovinos, alpacas, vacunos, cuyes, aves y conejos; asimismo se practica la crianza mixta de animales mayores y menores

## Autoridades

### Municipales
- 2011 - 2014[2]
  - Alcalde: Carlos Alberto Fonseca Martel, Proyecto Integracionista de Comunidades Organizadas (PICO).
  - Regidores:  Antonio Narciso Prudencio Huanay (PICO), Olimpia Josefina Ramos Huamán (PICO), Vilma Felipa Chanca Flores (PICO), Dionicio Allcca Rojas (PICO), Cirilo Pocomucha Pocomucha (Trabajando Para Todos).[3]
- 2007 - 2010
  - Alcalde: Carlos Alberto Fonseca Martel, Movimiento Revolución Regional.

### Policiales
- Comisario:  PNP.

### Religiosas
- Diócesis de Huancavelica[4]
  - Obispo de Huancavelica: Monseñor Isidro Barrio Barrio.[5]
- Parroquia
  - Párroco: Pbro.  .

## Atractivos turísticos
- Ruinas de Shanqui

## Festividades
- 16 de julio: Virgen del Carmen
- 30 de agosto: Santa Rosa de Lima
- 27 de septiembre al 1 de octubre: Arcángel San Miguel de Moya